# برج الفتاة
برج الفتاة (بالتركية: قیز‌ قله‌سی) (بالإنجليزية: Maiden's Tower)‏ (بالتركية: Kız Kulesi)‏، وهو برج صغير يقع على جزيرة صغيرة عند المدخل الجنوبي لمضيق البوسفور، ويبعد حوالي 200 مترا عن ساحل أسكُدار في مدينة إسطنبول.
قيل في سبب بنائه، أنه كان هناك سلطاناً يحب ابنته حباً جمّاً، وقد راوده حلم مفاده أنه في عيد ميلاد ابنته الثامن عشر سوف تلدغها أفعى وتودي بحياتها. فلم يجد الأب وسيلة لحماية ابنته سوى أن يبعدها عن اليابسة، حيث ردم جزءاً من مضيق البوسفور، وبنى لها برجاً في محاولة منه لإبعاد احتمال وصول أية أفعى إليها.

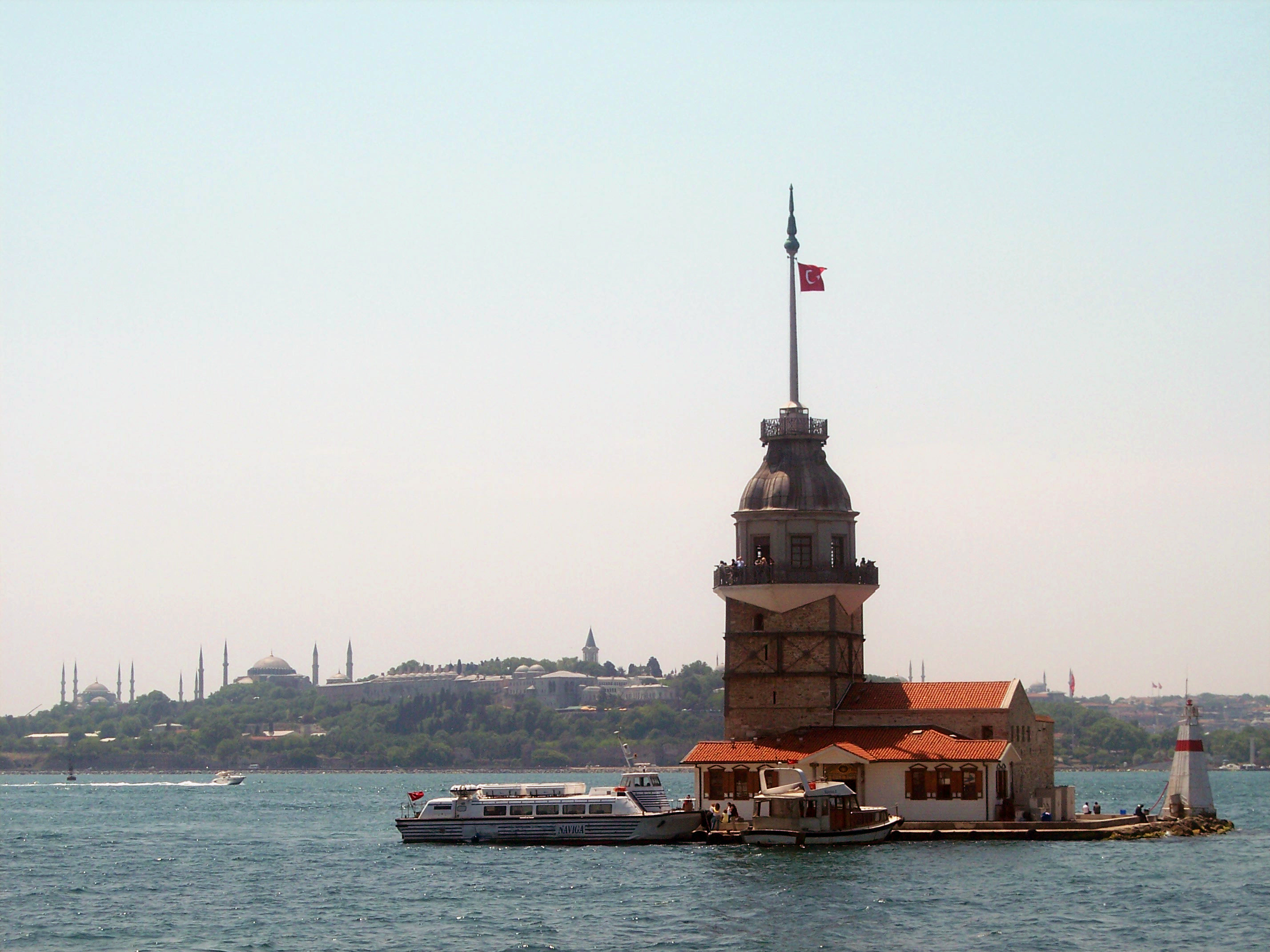
"برج الفتاة" في جنوب مدخل مضيق البوسفور.

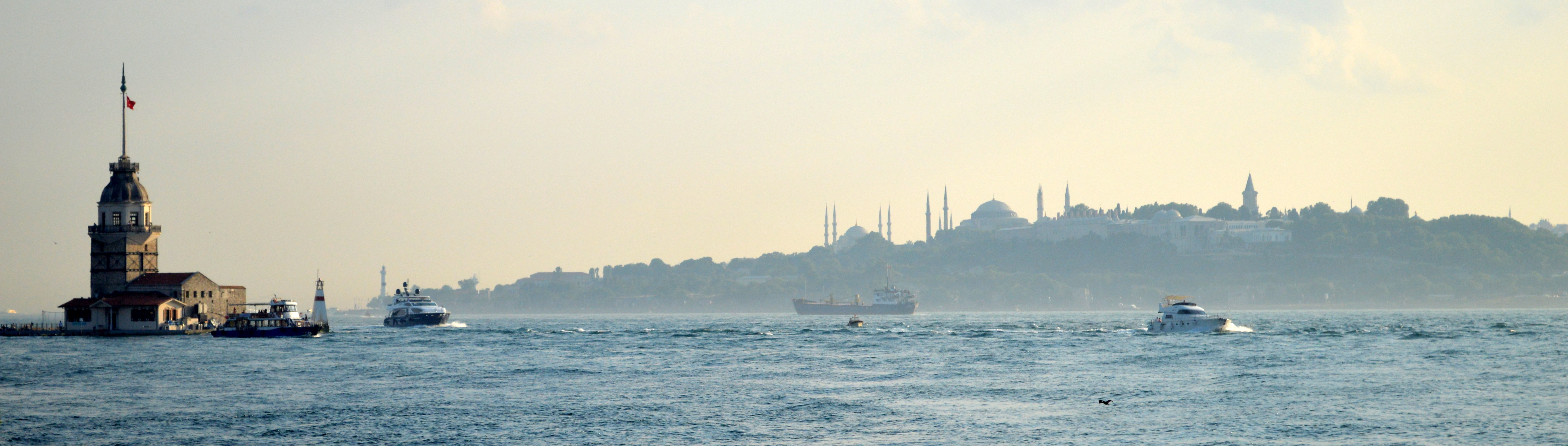
برج الفتاة.